# 永紹陵
永绍陵中国南宋宋度宗赵禥的陵墓，位于浙江省绍兴市东南17公里的皋埠镇牌口村攒宫茶场内，设有上宫、下宫和地宫。墓在元朝被掘毁。